# Cena strachu (film 1977)
Cena strachu (ang. Sorcerer) – amerykański thriller z 1977 roku na podstawie powieści Georges’a Arnauda. Remake filmu Henriego-Georges’a Clouzota z 1953 roku.

## Opis fabuły
Szyb naftowy staje w płomieniach. Jedyną możliwością ugaszenia pożaru jest wywołanie bardzo silnej eksplozji, która zdmuchnie ogień. Kompania wydobywcza dysponuje sporym zapasem dynamitu. Jednak sytuacja komplikuje się, gdyż pozbawione dozoru laski dynamitu leżały zbyt długo nieruchomo i wypłynęła z nich nitrogliceryna. Na dnie każdej ze skrzynek zebrała się warstwa śmiertelnie wybuchowej cieczy, jeden nieostrożny ruch może spowodować katastrofę. Skrzynki muszą zostać przetransportowane do płonącego szybu przez ponad 200 mil pełnej niebezpieczeństw dżungli. W miasteczku zostaje zorganizowany nabór kandydatów do niebezpiecznej misji. Jedynym warunkiem jest umiejętność profesjonalnego kierowania ciężarówką. Przedstawiciele firmy naftowej po selekcji wybierają czterech mężczyzn, którzy przewiozą dwiema ciężarówkami ładunek, który przy większym wstrząsie może eksplodować. Po wielu kilometrach, bardzo blisko celu, jedna z ciężarówek wylatuje w powietrze. Na miejsce docelowe dociera druga i tylko jeden żywy człowiek.

## Obsada
- Roy Scheider – Jackie Scanlon/„Juan Dominguez”
- Bruno Cremer – Victor Manzon/„Serrano”
- Francisco Rabal – Nilo
- Amidou – Kassem/„Martinez”
- Ramon Bieri – Charles Corlette
- Peter Capell – Lartigue
- Karl John – Marquez
- Friedrich von Ledebur – Carlos
- Chico Martínez – Bobby Del Rios
- Joe Spinell – Spider
- Rosario Almontes – Agrippa